# D.A.S. Rechtsschutz (Österreich)
D.A.S. Rechtsschutz ist auf Rechtsschutzversicherungen spezialisiert und eine Produktmarke der Ergo Versicherung AG in Österreich.

## Geschichte
Die Wurzeln des Rechtsschutzes und somit auch der D.A.S. liegen im Jahr 1917 in Paris. Georges Durand, ein Motorsportfreund und Rennveranstalter gründete 1917 das erste Rechtsschutz-Unternehmen mit dem Namen „Défense Automobile et Sportive“ – D.A.S.
Nach dem Zweiten Weltkrieg sanken die Automobilpreise, weshalb sich mehr Menschen ein Auto leisten konnten und Rechtsschutz auch außerhalb des Rennsports sehr gefragt wurde. Zur selben Zeit änderte sich der Name in „Deutscher Automobil Schutz“. Die Abkürzung D.A.S. konnte beibehalten werden.
1956 wurde die D.A.S. Rechtsschutz AG in Österreich gegründet. Ende der 1960er-Jahre nutzte man die Digitalisierung für die Arbeit der Innendienst- und Außendienstkräfte sowie der Rechtsanwälte. Zusätzlich führte das Unternehmen zielgruppenspezifische Rechtsschutzprodukte für Privatpersonen, Angestellte und Unternehmer ein.
Die D.A.S. Rechtsschutz AG agierte von 2014 bis zur Fusion mit der Ergo Versicherung AG im August 2023 als Muttergesellschaft der D.A.S. Tschechien.

## Über die Ergo-Versicherung
Die Ergo Versicherung AG ist mit ihrer weit über 100-jährigen Geschichte eines der führenden Versicherungsunternehmen auf dem österreichischen Markt. Als Tochtergesellschaft der Ergo Austria International AG ist sie Teil der Ergo Group und somit der Münchener Rück. Im Rahmen strategischer Kooperationen mit den Partnern Unicredit Bank Austria und Volksbanken sowie über den eigenen Außendienst, angeschlossene Makler, Agenturen und den Direktvertrieb bietet sie ein Produktsortiment an Lebens-, Kranken- und Schaden-/Unfall- sowie Rechtsschutzversicherungen für den privaten sowie betrieblichen Bereich an.

## Belege
1. ↑  Die Rechtsschutzversicherung : die Entwicklung der Rechtsschutzgedankens bis zur Entstehung der modernen Rechtsschutzversicherung. In: Universität Innsbruck 17. Oktober 2021
2. ↑  Kleine Geschichte der Versicherung in Deutschland. In: Swiss Re 17. Oktober 2021
3. ↑  D.A.S. Rechtsschutz AG. In: Leitbetriebe Austria 17. Oktober 2021